# Dewey Starkey
Dewey Starkey (født, 9. maj 1898, død 3. september 1974) var en amerikansk assisterende filminstruktør og produktionsleder. Han vandt en Oscar for bedste assisterende instruktør i 1934.
Han var assisterende instruktør på 42 filmproduktioner mellem 1930 og 1944. I 1945 startede han som produktionsleder på først spillefilm, og senere på TV.

## Udvalgte film

### Assisterende instruktør
- She's My Weakness (1930)
- Cimarron (1931)
- Skilsmissen (1932)
- Besættelse (1934)
- Min Lykkedrøm (1935)
- Hitting a New High (1937)
- Gunga Din (1939)
- Abe Lincoln in Illinois (1940)
- Mistanken (1941)
- Friheden har vinger (1943)
- Experiment Perilous (1944)

### Produktionsleder
- Urskovens partisaner (1945)
- Drømmen om hende (1948)
- Winchester '73 (1950)
- Dødstrommerne (1951)
- Kujonen (1953)
- I Married Joan (27 episoder, 1952 - 1955)
- The Silent Service (12 episoder, 1957)
- Have Gun – Will Travel (72 episoder, 1959-1961)
- Gunsmoke(69 episoder, 1959-1961)
- Perry Mason (55 episoder, 1959-1961)